# Music Gets the Best of Me
«Music Gets The Best Of Me» (en español: «La Música Saca Lo Mejor De Mí») fue el cuarto y último sencillo de la cantante Sophie Ellis-Bextor de su álbum debut, Read My Lips. Este single fue el que peor posición tuvo en las listas de ventas del Reino Unido, alcanzando el Número 14 en R.Unido (pero estuvo en el n.º 4 en la lista Mundial del 2002). "Music Gets the Best of Me" tiene dos videoclips. Uno es la versión original, que fue promocionado en TV y el otro es alternativo. Los dos están incluidos en el DVD Watch My Lips de Sophie Ellis-Bextor.

## Los vídeos
"Music Gets the Best of Me" ha tenido dos versiones distintas en cuanto al videoclip. Los dos están disponibles en el DVD "Watch My Lips" (La Gira Europea de Sophie Ellis-Bextor). 
- El primer vídeo (el oficial) fue grabado en Benalmádena (España), donde Sophie se lo pasa bien en la playa y en el parque de atracciones Tivoli World escuchando música.
- En la segunda versión de "Music Gets the Best of Me" se enseña como Sophie entra en una casa donde una familia rica está cenando. Ella no fue invitada, pero entra en la casa de todos modos. Todos los invitados están sorprendidos, porque nadie conoce a Sophie, entonces ella inserta un CD en el estéreo, y comienza a cantar y a bailar, además de entrar en diferentes lugares (sala de operaciones, un baño, una limusina, etc.). Cuando Sophie termina, regresa nuevamente donde estaba la familia rica, y le dice a la dueña de la casa que se lo ha pasado genial, y se va. La anfitriona le agradece el haber asistido.

Ambos videoclips fueron dirigidos por la directora Sophie Muller. Quien entre otras maravillas ha dirigido "Murder On The DanceFloor" de la misma Sophie ,"Hips Don't Lie" de Shakira o "Early Winter" de Gwen Stefani.

## Listado de canciones
CD 1
1. «Music Gets The Best Of Me» (Versión sencillo)
2. «Music Gets The Best Of Me» (Flip n Fill Remix)
3. Is It Any Wonder (Jays Bluesix Radio Edit)

CD 2
1. «Music Gets The Best Of Me» (Versión sencillo)
2. «Groove Jet» (if This aint love) Live Mix
3. «Everything Falls into Busface»

CD 3 [ENHANDED]
1. «Music Gets The Best Of Me» [Radio Edit] (3:43)
2. «Music Gets The Best Of Me» [Mix] (3:28)
3. «Music Gets The Best Of Me» [Flip 'n' Fill Remix] (6:23)
4. «Is It Any Wonder» [Jay's Bluesix Radio Edit] (5:23)
5. «Everything Falls Into Place» (4:15)
6. «Murder On The DanceFloor» [Extended Vocal Mix] (8:22)
7. «Music Gets The Best Of Me» [VideoClip #1] (3:50)
8. «Music Gets The Best Of Me» [VideoClip #2] (4:10)